# Щербина Максим Васильович
Макси́м Васи́льович Щерби́на (нар. 5 липня 1986, Запоріжжя, Запорізька область) — український журналіст, фотограф, ведучий. Сценарист, редактор і співведучий медіапроєкту «Телебачення Торонто» (зокрема програми «#@)₴?$0»).

## Життя та кар'єра
Народився 5 липня 1986 року у місті Запоріжжя (район Кічкас).
В дитинстві читав багато книжок. В одному інтерв'ю розказав, що у підлітковому віці, збираючи та здаючи металобрухт в своєму рідному місті, відкладав невеликі суми на купівлю книг, зокрема детективів.
Відомо, що дід Щербини пропрацював на Запорізькому домобудівному комбінаті (ДСК).
Близько десяти років працює журналістом у запорізьких місцевих виданнях. Зокрема, два роки працював в корпоративному виданні заводу «Дніпроспецсталь».
З 2014 по 2017 рік працює журналістом в інтернет-виданні «theinsider.ua».
У 2015 році на Громадському телебаченні Запоріжжя започатковує власний авторський проєкт «Новини з пальця». Відзнято було 49 випусків. Згодом програма виходила на каналі «Skrypin.ua».
У 2016 працює координатором центру громадського контролю «ДІЙ — Запоріжжя» (мережа всеукраїнських центрів, котрі моніторять роботу влади, рішення міськрад, проєкти сесій тощо). Того ж року стає головою громадської організації «Приручи місто», діяльність якої стосувалася природоохоронних питань та розв'язання проблеми безпритульних тварин.
У 2014—2016 роках працював фотокореспондентом міжнародної інформаційної агенції «Анадолу» переважно на сході України. А взагалі вуличною фотографією займається з 2015 року.
З 2017 року починає роботу в команді Романа Вінтоніва (Майкла Щура) у сатирично-інформаційному проєкті «#@)₴?$0». Спочатку як сценарист та автор, а згодом і як співведучий.
Після початку широкомасштабного вторгнення Росії в Україну Максим Щербина разом з колегою Олександрою Гонтар стали головними обличчями «Телебачення Торонто», адже вже на четвертий день війни на YouTube-каналі проєкту вийшов перший стрім у форматі розбору поточних новин переважно у сатиричному стилі. Такі стріми виходили щоденно і тривали в такому графіку близько місяця, згодом стали виходити трохи рідше.
У квітні 2023 року став учасником подкасту «Bromance podcast», в якому разом із Наріманом Алієвим обговорюють різнобічні злободенні питання.

### Особисте життя
Одружений вдруге.
У січні 2022 року, прислухавшись до пропозиції дружини, що родом з Донецька, придбав квартиру в Івано-Франківську.